# Cerapus cudjoe
Cerapus cudjoe is een vlokreeftensoort uit de familie van de Ischyroceridae. De wetenschappelijke naam van de soort is voor het eerst geldig gepubliceerd in 1991 door Lowry & Thomas.